# Бур'янів
Бур'янів (Бур'янов) — русифіковане українське прізвище Бур'ян, російське прізвище.
- Бур'янів Григорій — козак Армії УНР, інженер[1].
- Бур'янов Олександр Андрійович (1943—2003) — російський поет.
- Бур'янов Андрій Тадеєвич (1880—1919) — токар по металу, меншовик-оборонець, депутат російської Державної думи IV скликання від Таврійської губернії.